# دغموس دموي
دغموس دموي (الاسم العلمي:Cytinus sanguineus) هو نوع من النباتات يتبع جنس الدغموس من الفصيلة الدغموسية.